# Orbea sprengeri
Orbea sprengeri är en oleanderväxtart. Orbea sprengeri ingår i släktet Orbea och familjen oleanderväxter.

## Underarter
Arten delas in i följande underarter:
- O. s. commutata
- O. s. foetida
- O. s. ogadensis
- O. s. sprengeri